# 光明地产
光明房地产集团股份有限公司（上交所：600708）是光明食品集团控股的一個房地產公司，主營業務為住宅和商業房地产和物流，有下屬企业110多家。

## 历史
2015年7月，海博股份与光明食品集团旗下的农房集团、农房置业进行重组，海博股份更名為光明地产。

## 外部連結
- 官方网站